# 項斑長尾鬚鯊
項斑長尾鬚鯊（學名：Hemiscyllium trispeculare）是分布在澳洲北部和西南部，北緯8°至22°，東經114°E和152°E之間的竹鯊。能長到79 cm，棲息於淺珊瑚礁中。
繁殖方式為卵生。